# (74441) 1999 CL7
(74441) 1999 CL7 – planetoida z pasa głównego asteroid okrążająca Słońce w ciągu 2,66 lat w średniej odległości 1,92 j.a. Odkryta 10 lutego 1999 roku.